# Born to Reign
Albums de Will Smith
Willennium
(1999) Lost and Found
(2005)
Singles
1. Black Suits Comin' (Nod Ya Head)
Sortie : 25 juin 2002
2. 1,000 Kisses
Sortie : 23 décembre 2002

Born to Reign est le troisième album studio de Will Smith, sorti le 25 juin 2002.
L'album s'est classé 13e au Billboard 200 et au Top R&B/Hip-Hop Albums et a été certifié disque d'or par la Recording Industry Association of America (RIAA) le 26 juillet 2002.
Black Suits Comin' (Nod Ya Head) est la chanson titre du film Men in Black 2.

## Liste des titres
| No  | Titre                                                           | Contient un (des) sample(s) de                           | Durée |
| --- | --------------------------------------------------------------- | -------------------------------------------------------- | ----- |
| 1.  | Born to Reign (Intro)                                           |                                                          | 1:53  |
| 2.  | Act Like You Know                                               | Trans-Europe Express de Kraftwerk                        | 4:01  |
| 3.  | I Can't Stop                                                    |                                                          | 4:57  |
| 4.  | Jaden's Interlude                                               |                                                          | 0:55  |
| 5.  | 1,000 Kisses (featuring Jada)                                   | Never Too Much de Luther Vandross Future Now de Pleasure | 4:17  |
| 6.  | Willow is a Player                                              |                                                          | 3:48  |
| 7.  | Black Suits Comin' (Nod Ya Head) (featuring Tra-Knox)           |                                                          | 4:19  |
| 8.  | How Da Beat Goes On                                             | Jam on It de Newcleus                                    | 4:14  |
| 9.  | Block Party                                                     | It Takes Two de Rob Base et DJ E-Z Rock                  | 4:13  |
| 10. | Give Me Tonite                                                  | Classical Gas d'Hugo Montenegro                          | 3:41  |
| 11. | I Gotta Go Home                                                 |                                                          | 4:31  |
| 12. | Maybe                                                           |                                                          | 4:07  |
| 13. | Nod Ya Head [The Remix] (featuring Christina Vidal et Tra-Knox) |                                                          | 3:43  |
| 14. | Momma Knows                                                     |                                                          | 3:57  |

| 15. | Nothin' On My Mind | 4:40 |